# سهم استفاده از مرورگرهای وب

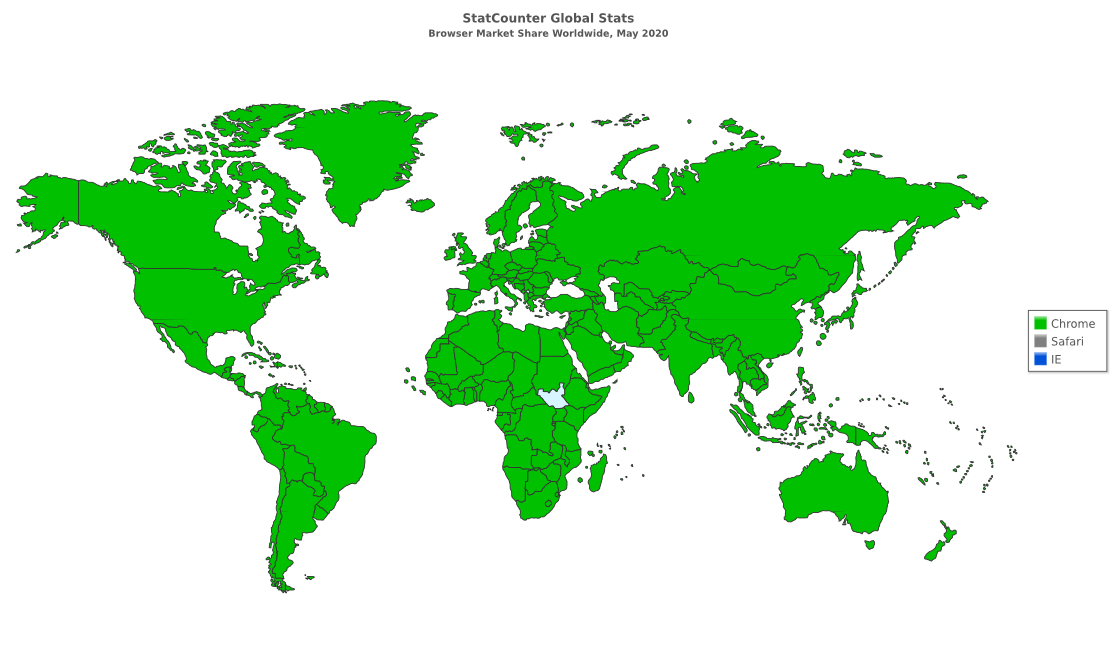
سهم بازار مرورگر در سراسر جهان ، سپتامبر ۲۰۱۹

سهم استفاده از مرورگرهای وب درصدی از بین تمامی کاربران مرورگرهای مختلف است که از مرورگری ویژه بهره می‌برند. این رقم را تنها می‌توان به‌طور معمول با تعیین نسبت یک گروه از بازدید کنندگان از وب سایت‌ها که از یک مرورگر وب خاص استفاده کرده‌اند برآورد کرد.

## تنوع منطقه‌ای
آمار استفاده از مرورگر وب به میزان قابل توجهی در مناطق مختلف جغرافیایی در سراسر جهان متفاوت است. در چین اینترنت اکسپلورر غالب است، در آلمان مرورگر فایرفاکس پرکاربردترین است، در اوکراین اپرا پرطرفدارترین است، در حالی که گوگل کروم محبوب‌ترین مرورگر در آمریکای جنوبی و هند است.

## جدول اختصاری
در جدول زیر سهم استفاده از همه مرورگرها برای ماههای مشخص شده خلاصه شده است. همه سیستم عامل های شرکت Apple از مرورگر Safari از جمله سیستم های macOS و iOS با موتور WebKit استفاده می کنند. بنابراین ، برای آمار "همه مرورگرها" ، درصد Safari همه این کاربران را محاسبه می کند.
| مرورگر           | استیت کانتر اکتبر ۲۰۱۹ | NetMarketShare ژوئن ۲۰۱۹ | ویکی مدیا ژوئن ۲۰۱۹ |
| ---------------- | ---------------------- | ------------------------ | ------------------- |
| کروم             | ۶۴٫۹۲%                 | ۶۴٫۶۲%                   | ۴۵٫۴%               |
| سافاری           | ۱۵٫۹۷%                 | ۱۷٫۶۲%                   | ۲۴٫۹%               |
| فایرفاکس         | ۴٫۳۳%                  | ۳٫۷۷%                    | ۴٫۹%                |
| سامسونگ اینترنت  | ۳٫۲۹%                  | —                        | ۳٫۱%                |
| مرورگر یوسی      | ۲٫۹۴%                  | ۱٫۰۴%                    | ۰٫۳%                |
| اپرا             | ۲٫۳۴%                  | ۱٫۳۹%                    | ۱٫۳%                |
| مایکروسافت اج    | ۲٫۰۵%                  | ۲٫۴۱%                    | ۱٫۷%                |
| اینترنت اکسپلورر | ۱٫۹۸%                  | ۲٫۸۷%                    | ۵٫۹%                |
| AOSP             | ۰٫۵۹%                  | ۱٫۳۲%                    | ۰٫۴%                |
| دیگر مرورگر ها   | ۱٫۵۹%                  | ۴٫۹۶%                    | ۱۲٫۱%               |

| منبع         | کروم    | اینترنت اکسپلورر | فایرفاکس | سافاری | اپرا   | دیگر    |
| ------------ | ------- | ---------------- | -------- | ------ | ------ | ------- |
| استیت‌کانتر   | ۴۳٫۸۵ % | ۲۲٫۵۸%           | ۱۹٫۵۴ %  | ۹٫۶۸ % | ۱٫۳۴ % | ۳٫۰۱%   |
| دبلیو۳ کانتر | ۳۶٫۴%   | ۱۹٫۶%            | ۱۸٫۳%    | ۱۶٫۷%  | ۲٫۶%   | ۶٫۴%    |
| ویکی‌مدیا     | ۲۷٫۹۴%  | ۹٫۳۳%            | ۱۱٫۶۷%   | ۳٫۸۳ % | ۱٫۵%   | ۱۰٫۴۳ % |

| منبع         | کروم   | اینترنت اکسپلورر | فایرفاکس | سافاری | اپرا  | دیگر   |
| ------------ | ------ | ---------------- | -------- | ------ | ----- | ------ |
| استیت‌کانتر   | ۴۳٫۶۶% | ۲۲٫۵۸%           | ۱۸٫۷۵%   | ۹٫۹۱%  | ۱٫۳۸% | ۳٫۷۲%  |
| دبلیو۳ کانتر | ۳۷٫۲%  | ۱۸٫۳%            | ۱۸٫۱%    | ۱۶٫۶%  | ۲٫۹%  | ۶٫۹%   |
| ویکی‌مدیا     | ۲۸٫۳۶% | ۸٫۵۱%            | ۱۱٫۶%    | ۳٫۹۲%  | ۱٫۴%  | ۱۰٫۹۱% |

| منبع         | کروم   | اینترنت اکسپلورر | فایرفاکس | سافاری | اپرا  | دیگر   |
| ------------ | ------ | ---------------- | -------- | ------ | ----- | ------ |
| استیت‌کانتر   | ۴۵٫۲۲% | ۲۱٫۴۳%           | ۱۸٫۶۲%   | ۹٫۷۹%  | ۱٫۳۹% | ۳٫۵۵%  |
| دبلیو۳ کانتر | ۳۷٫۱%  | ۱۸٫۰%            | ۱۸٫۵%    | ۱۷٫۰%  | ۲٫۸%  | ۶٫۶%   |
| ویکی‌مدیا     | ۲۸٫۳۷% | ۸٫۱۵%            | ۱۱٫۱۲%   | ۴٫۰۸%  | ۱٫۲۲% | ۱۱٫۰۶% |

| منبع         | کروم   | اینترنت اکسپلورر | فایرفاکس | سافاری | اپرا  | دیگر  |
| ------------ | ------ | ---------------- | -------- | ------ | ----- | ----- |
| استیت‌کانتر   | ۴۵٫۶%  | ۲۰٫۷۸%           | ۱۸٫۷۲%   | ۱۰٫۰۲% | ۱٫۳۵% | ۳٫۵۳% |
| دبلیو۳ کانتر | ۳۷٫۰%  | ۱۹٫۱%            | ۱۷٫۶%    | ۱۶٫۷%  | ۳٫۰%  | ۶٫۶%  |
| ویکی‌مدیا     | ۰۰٫۰۰% | ۰۰٫۰۰%           | ۰۰٫۰۰%   | ۰٫۰۰%  | ۰٫۰۰% | ۰٫۰۰% |